# Premiul Emmy pentru cel mai bun actor într-un serial de comedie
Premiul Emmy pentru cel mai bun actor în rol principal într-un serial comedie (Primetime Emmy Award for Outstanding Lead Actor in a Comedy Series) este acordat din 1954 de Academy of Television Arts & Sciences.  

## Lista câștigătorilor

### Anii 1950
- 1950 : Alan Young
- 1951 : Sid Caesar
- 1952 : Jimmy Durante
- 1953 : Donald O'Connor pentru rolul din The Colgate Comedy Hour
- 1954 : Danny Thomas pentru rolul din The Danny Thomas Show
- 1955 : Phil Silvers pentru rolul din The Phil Silvers Show
- 1956 : Sid Caesar pentru rolul din Caesar's Hour
- 1957 : Jack Benny pentru rolul din The Jack Benny Program
- 1958 : nu s-a acordat
- 1959 : Jack Benny pentru rolul din The Jack Benny Program

### Anii 1960
- 1960 : nu s-a acordat
- 1961 : nu s-a acordat
- 1962 : nu s-a acordat
- 1963 : nu s-a acordat
- 1964 : Dick Van Dyke pentru rolul din The Dick Van Dyke Show
- 1965 : Dick Van Dyke pentru rolul din The Dick Van Dyke Show
- 1966 : Dick Van Dyke pentru rolul din The Dick Van Dyke Show
- 1967 : Don Adams pentru rolul din Get Smart
- 1968 : Don Adams pentru rolul din Get Smart
- 1969 : Don Adams pentru rolul din Get Smart

### Anii 1970
- 1970 : William Windom pentru rolul din My World and Welcome to It
- 1971 : Jack Klugman pentru rolul din The Odd Couple
- 1972 : Carroll O'Connor pentru rolul din All in the Family
- 1973 : Jack Klugman pentru rolul din The Odd Couple
- 1974 : Alan Alda pentru rolul din M*A*S*H
- 1975 : Tony Randall pentru rolul din The Odd Couple
- 1976 : Jack Albertson pentru rolul din Chico and the Man
- 1977 : Carroll O'Connor pentru rolul din All in the Family
- 1978 : Carroll O'Connor pentru rolul din All in the Family
- 1979 : Carroll O'Connor pentru rolul din All in the Family

### Anii 1980
- 1980 : Richard Mulligan pentru rolul din Soap
- 1981 : Judd Hirsch pentru rolul din Taxi
- 1982 : Alan Alda pentru rolul din M*A*S*H
- 1983 : Judd Hirsch pentru rolul din Taxi
- 1984 : John Ritter pentru rolul din Three's Company
- 1985 : Robert Guillaume pentru rolul din Benson
- 1986 : Michael J. Fox pentru rolul din Family Ties
- 1987 : Michael J. Fox pentru rolul din Family Ties
- 1988 : Michael J. Fox pentru rolul din Family Ties
- 1989 : Richard Mulligan pentru rolul Harry Weston din Empty Nest

### Anii 1990
- 1990 : Ted Danson pentru rolul Sam Malone din Cheers
- 1991 : Burt Reynolds pentru rolul Wood Newton din Evening Shade
- 1992 : Craig T. Nelson pentru rolul Hayden Fox din Coach
- 1993 : Ted Danson pentru rolul Sam Malone din Cheers
- 1994 : Kelsey Grammer pentru rolul Dr. Frasier Crane din Frasier
- 1995 : Kelsey Grammer pentru rolul Dr. Frasier Crane din Frasier
- 1996 : John Lithgow pentru rolul Dick Solomon din A treia planetă de la Soare
- 1997 : John Lithgow pentru rolul Dick Solomon din A treia planetă de la Soare
- 1998 : Kelsey Grammer pentru rolul Dr. Frasier Crane din Frasier
- 1999 : John Lithgow pentru rolul Dick Solomon din A treia planetă de la Soare

### Anii 2000
- 2000: Michael J. Fox pentru rolul din Spin City
- 2001: Eric McCormack pentru rolul din Will & Grace
- 2002: Ray Romano pentru rolul din Everybody Loves Raymond
- 2003: Tony Shalhoub pentru rolul din Monk
- 2004: Kelsey Grammer pentru rolul din Frasier
- 2005: Tony Shalhoub pentru rolul din Monk
- 2006: Tony Shalhoub pentru rolul din Monk
- 2007: Ricky Gervais pentru rolul din Extras
- 2008: Alec Baldwin pentru rolul din 30 Rock
- 2009: Alec Baldwin pentru rolul din 30 Rock[1]

### Anii 2010
- 2010: Jim Parsons pentru rolul din The Big Bang Theory[2]
- 2011: Jim Parsons pentru rolul din The Big Bang Theory[3]
- 2012: Jon Cryer pentru rolul din Two and a Half Men[4]
- 2013: Jim Parsons pentru rolul din The Big Bang Theory[5]
- 2014: Jim Parsons pentru rolul din The Big Bang Theory[6]
- 2015: Jeffrey Tambor pentru rolul din Transparent[7]
- 2016: Jeffrey Tambor pentru rolul din Transparent[8]
- 2017: Donald Glover pentru rolul din Atlanta[9]
- 2018: Bill Hader pentru rolul din Barry[10]
- 2019: Bill Hader pentru rolul din Barry[11]

### Anii 2020
- 2020: Eugene Levy pentru rolul din Schitt's Creek[12]
- 2021 Jason Sudeikis pentru rolul din Ted Lasso[13]
- 2022 Jason Sudeikis pentru rolul din Ted Lasso[14]
- 2023 Jeremy Allen White pentru rolul din Ursul
- 2024 Jeremy Allen White pentru rolul din Ursul